# Ґірдайчяй
Ґірдайчяй (Girdaičiai) — село у Литві, Расейняйський район, Расейняйське староство. 2001 року в селі проживало 18 людей. Розташоване за 3 км від міста Расейняй, поруч із селами Аршкайняй та Ґруздішке.

## Принагідно
- Гугл-мапа
- Girdaičiai

| Литва | Це незавершена стаття з географії Литви. Ви можете допомогти проєкту, виправивши або дописавши її. |